# Мила (Бурятія)
Мила (рос. Мыла, бур. Мэлэ) — улус Закаменського району, Бурятії Росії. Входить до складу Сільського поселення Милінське.
Населення — 624 особи (2015 рік).

## Розташування
Знаходиться за 77 км від райцентру — міста Закам'янська, на північ від автотраси Закам'янськ — Улан-Уде. Відстань до міста Улан-Уде по автодорозі — 430 км. Входить до «нижнього куща» Закам'янського району.